# Kegnæs Sogn
Kegnæs Sogn er et sogn i Sønderborg Provsti (Haderslev Stift).
Kegnæs Sogn hørte til Als Sønder Herred i Sønderborg Amt. Kegnæs sognekommune blev ved kommunalreformen i 1970 indlemmet i Sydals Kommune, der ved strukturreformen i 2007 indgik i Sønderborg Kommune.
I Kegnæs Sogn ligger Sankt Johannes Kirke.
I sognet findes følgende autoriserede stednavne:
- Bjørnodde (bebyggelse)
- Bredsten (bebyggelse)
- Bøghoved (bebyggelse)
- Damkobbel (bebyggelse)
- Drejet (areal)
- Grønmark (bebyggelse)
- Gåsevig (vandareal)
- Hartsø (bebyggelse, vandareal)
- Hjortholm (bebyggelse, ejerlav)
- Holmkobbel (bebyggelse)
- Kegnæs (areal)
- Kegnæs Ende (areal, landbrugsejendom)
- Kegnæs Færge (bebyggelse)
- Kegnæshøj (bebyggelse)
- Kongshoved (bebyggelse)
- Lillekobbel (bebyggelse)
- Midtkobbel (bebyggelse)
- Nygård (bebyggelse, ejerlav)
- Sadbjerg (bebyggelse)
- Skoven (bebyggelse)
- Sønderby (bebyggelse, ejerlav)
- Sønderkobbel (bebyggelse)
- Torsthoved (bebyggelse)
- Trænge (bebyggelse)
- Vesterby (bebyggelse)
- Vesterkobbel (bebyggelse)
- Vestermark (bebyggelse)
- Østerby (bebyggelse)

## Afstemningsresultat
Folkeafstemningen ved Genforeningen i 1920 gav i Kegnæs Sogn 593 stemmer for Danmark, 16 for Tyskland. Af vælgerne var 52 tilrejst fra Danmark, 23 fra Tyskland. 